# Asiatische Forschungen
Asiatische Forschungen sind – wie ihr Untertitel besagt – eine Monographienreihe zur Geschichte, Kultur und Sprache der Völker Ost- und Zentralasiens.

## Kurzeinführung
Die überwiegend deutsch- und englischsprachige Buchreihe erscheint seit 1959 in Wiesbaden bei Harrassowitz. Im Zentrum der Reihe steht Verlagsangaben zufolge 

„die Erforschung Chinas und der daran angrenzenden Regionen, wobei dem tibetischen Hochland sowie den Steppen- und Wüstengebieten Zentralasiens eine besondere Bedeutung zukommt.“

 Zahlreiche Fachgelehrte haben an ihr mitgewirkt. In der Frühzeit zählten beispielsweise Nikolaus Poppe (Nicholas Poppe) oder Walther Heissig zu den prominenten Beitragenden. Die Reihe umfasst inzwischen über 160 Bände (2023). Die folgende Übersicht erhebt keinen Anspruch auf Aktualität oder Vollständigkeit:

## Bände (Auswahl)
- Bd. 1. Der Friede von Shan-Yüan (1005 n. Chr.): ein Beitrag zur Geschichte der chinesischen Diplomatie von Christian Schwarz-Schilling. 1959
- Bd. 2. Monasteries and culture change in Inner Mongolia by Robert James Miller. 1959
- Bd. 3. Les materiaux pour l'étude du chamanisme mongol ; 1. Sources litteraires par B. Rintchen. 1959
- Bd. 4. Der chinesische Personenname : die Bildungsgesetze und hauptsächlichsten Bedeutungsinhalte von Ming, Tzu und Hsiao-Ming von Wolfgang Bauer. O. Harrassowitz, 1959
- Bd. 5. Die Familien- und Kirchengeschichtsschreibung der Mongolen von Walther Heissig. Otto Harrassowitz, 1959
- Bd. 6. Aus der Volksdichtung der Monguor ; 1. T. Das weiße Glücksschaf (Mythen, Märchen, Lieder) von Dominik Schröder. O. Harrassowitz, 1959
- Bd. 7, 11-12, 15, 30. Folklore mongol recueilli par Rintchen. O. Harrassowitz, 1960
- Bd. 8. Les materiaux pour l'étude du chaminisme mongol ; 2. Textes chamanistes bouriates recueillis par Rintchen. O. Harrassowitz, 1961
- Bd. 9. The Jebtsundamba Khutukhtus of Urga : text, translation and notes by Charles R. Bawden. O. Harrassowitz, 1961
- Bd. 10. Qutur-tu Pañcaraks̥ā kemekü Tabun sakiyan neretü yeke kölgen sudur : nach dem Stockholmer Xylograph 15.1.699 herausgegeben von Pentti Aalto. O. Harrassowitz, 1961
- Bd. 13. Das Motiv des Tierkampfes in der altchinesischen Kunst von Edith Dittrich. O. Harrassowitz, 1963
- Bd. 14. Qad-un ündüsün-ü Erdeni-yin tobčiya, herausgegeben von Erich Haenisch. O. Harrassowitz, 1966
- Bd. 16. Die Familien- und Kirchengeschichtsschreibung der Mongolen ; T. 2. 1. Vier Chroniken des 19. Jahrhunderts in Facsimilia mit einer Einleitung und Namensregister von Walther Heissig. O. Harrassowitz, 1965
- Bd. 18. Ältere westeuropäische Quellen zur kalmückischen Sprachgeschichte (Witsen 1692 bis Zwick 1827) von Gerhard Doerfer. O. Harrassowitz, 1965
- Bd. 19. Das Yüeh-fu Tsa-lu des Tuan An-chieh : Studien zur Geschichte von Musik, Schauspiel und Tanz in der T'ang-Dynastie von Martin Gimm. O. Harrassowitz, 1966
- Bd. 20. Subud erike = Ein Rosenkranz aus Perlen : die Biographie des 1. Pekinger lČaṅ skya Khutukhtu Ṅag dbaṅ blo bzaṅ čʿos ldan verfasst von Ṅag dbaṅ čʿos ldan alias Šes rab dar rgyas ; herausgegeben, übersetzt und kommentiert von Klaus Sagaster. O. Harrassowitz, 1967
- Bd. 21. Die Masken der Gigaku : der ältesten Theaterform Japans von Peter Kleinschmidt. O. Harrassowitz, 1966
- Bd. 22. Das mongolische Weltreich : al-ʿUmarī's Darstellung der mongolischen Reiche in seinem Werk, Masālik al-abṣār fī mamālik al-amṣār : mit Paraphrase und Kommentar herausgegeben von Klaus Lech. O. Harrassowitz, 1968
- Bd. 23. The twelve deeds of Buddha : a Mongolian version of the Lalitavistara Mongolian text, notes, and English translation, by Nicholas Poppe. O. Harrassowitz, 1967
- Bd. 24. Die Uiguren von Kan-Chou in der frühen Sung-Zeit (960-1028) von Elisabeth Pinks. O. Harrassowitz, 1968
- Bd. 25. The Mongol tales of the 32 wooden men (гučin qoyar modun kümün-ü üliger) in their Mongol version of 1746 (1686) translated and annotated by Sushama Lohia. O. Harrassowitz, 1968
- Bd. 26. Die Jagd bei den altaischen Völkern : Vorträge der VIII. Permanent International Altaistic Conference vom 30.8. bis 4.9. 1965 in Schloß Auel. O. Harrassowitz, 1968
- Bd. 27. Kutscha und seine Beziehungen zu China vom 2. Jh. v. bis zum 6. Jh. n. Chr. von Liu Mau-Tsai. O. Harrassowitz, 1969
- Bd. 28. Untersuchungen zu einer historischen Grammatik des präklassischen Schriftmongolisch von Michael Weiers. O. Harrassowitz, 1969
- Bd. 29. Historische Mandschutexte von Erich Haenisch ; aus dem Nachlass mit Anmerkungen herausgegeben von Michael Weiers. O. Harrassowitz, 1970
- Bd. 31. Aus der Volksdichtung der Monguor ; 2. T. In den Tagen der Urzeit (ein Mythus vom Licht und vom Leben) aufgenommen und übersetzt von Dominik Schröder. O. Harrassowitz, 1970
- Bd. 32. Das Leben des lamaistischen Heiligen, Tsongkhapa, Blo-bzaṅ-grags-pa (1357–1419) : dargestellt und erläutert anhand seiner Vita "Quellort allen Glückes" von Rudolf Kaschewsky. O. Harrassowitz, 1971
- Bd. 33. Jñānaśrīmitras Vr̥ttamālāstuti : eine Beispielsammlung zur altindischen Metrik : nach dem tibetischen Tanjur zusammen mit der mongolischen Version herausgegeben, übersetzt und erläutert von Michael Hahn. O. Harrassowitz, 1971
- Bd. 34. Studies of Turkic loan words in Russian by Nicholas Poppe, Jr. O. Harrassowitz, 1971
- Bd. 35. The Diamond Sutra : three Mongolian versions of the Vajracchedikā Prajñāpāramirā : texts, translations, notes, and glossaries by Nicholas Poppe. Harrassowitz, 1971
- Bd. 37. Kumiss ceremonies and horse races : three Mongolian texts by Henry Serruys. O. Harrassowitz, 1974
- Bd. 38. Köke sudur (The blue chronicle) : a study of the first Mongolian historical novel by Injannasi by John Gombojab Hangin. O. Harrassowitz, 1973
- Bd. 39. Candragomins Lokānandanāṭaka : ein Beispiel zur klassischen indischen Schauspieldichtung nach dem tibetischen Tanjur herausgegeben und übersetzt von Michael Hahn. O. Harrassowitz, 1974
- Bd. 40. Matériaux pour l'étude du chamanisme Mongol ; 3. Textes chamanistes mongols recueillis par Rintchen. O. Harrassowitz, 1975
- Bd. 41. Die weiße Geschichte (Čaγan teüke) : eine mongolische Quelle zur Lehre von den beiden Ordnungen : Religion und Staat in Tibet und der Mongolei herausgegeben, übersetzt und kommentiert von Klaus Sagaster. O. Harrassowitz, 1976
- Bd. 42-43, 47, 48, 53, 54, 75, 89. Mongolische Epen von Nikolaus Poppe. O. Harrassowitz, 1975
- Bd. 42-43. Mongolische Epen ; 1-2. Übersetzung der Sammlung B. Rintchen : Folklore Mongol von Nikolaus Poppe. O. Harrassowitz, 1975
- Bd. 44, 57. Latin sources on North-eastern Eurasia by Pentti Aalto and Tuomo Pekkanen. Harrassowitz, 1975
- Bd. 45. Petitions of grievances submitted by the people (18th-beginning of 20th century) translated from the Mongol by Š. Rasidondug, in collaboration with Veronika Veit. O. Harrassowitz, 1975
- Bd. 46. Die mongolischen Handschriften-Reste aus Olon Süme, Innere Mongolei (16.-17. Jhdt.) von Walther Heissig. O. Harrassowitz, 1976
- Bd. 47. Mongolische Epen ; 3. Übersetzung der Sammlung G. Rinčinsambuu : Mongol ardyn baatarlag tuul's von Nikolaus Poppe. O. Harrassowitz, 1975
- Bd. 48. Mongolische Epen ; 4. Übersetzung der Sammlung P. Xorloo, Xalx ardyn tuul' von Nikolaus Poppe. O. Harrassowitz, 1975
- Bd. 49. Tibetan polity, 1904-37 : the conflict between the 13th Dalai Lama and the 9th Panchen : a case study by Parshotam Mehra. O. Harrassowitz, 1976
- Bd. 50. Mongolische Epen ; 5. Übersetzung der Sammlung U. Zagdsürėn, Žangaryn Tuul's von Nikolaus Poppe. O. Harrassowitz, 1977
- Bd. 51. Berichte über das Leben des Atiśa (Dīpaṃkaraśrīj︠n︡āna) : eine Untersuchung der Quellen von Helmut Eimer. Harrassowitz, 1977
- Bd. 52. Tibetan religious art by Loden Sherap Dagyab. Harrassowitz, 1977
- Bd. 53. Mongolische Epen ; 6. Übersetzung der Sammlung C.Ž. Žamcarano, Büxü Xara Xübüün Ül'gėrnüüd von Nikolaus Poppe. O. Harrassowitz, 1977
- Bd. 54. Mongolische Epen ; 7. Übersetzung von drei südmongolischen Epen von Veronika Veit. O. Harrassowitz, 1977
- Bd. 55. Tsongol folklore : translation of the collection, the language and collective farm poetry of the Buriat Mongols of the Selenga region. [1. Aufl.] by Nicholas Poppe. Harrassowitz, 1978
- Bd. 56. Meng-Ta pei-lu und Hei-Ta shih-lüeh : chinesische Gesandtenberichte über die frühen Mongolen 1221 und 1237 nach Vorarbeiten von Erich Haenisch und Yao Tsʿung-wu ; übersetzt und kommentiert von Peter Olbricht und Elisabeth Pinks ; eingeleitet von Werner Banck. O. Harrassowitz, 1980
- Bd. 58, 64, 66. Köke sudur nova (Injannasi's manuscript of the expanded version of his Blue chronicle) edited by Gombojab Hangin. O. Harrassowitz, 1978
- Bd. 59. Bodhipathapradīpa : ein Lehrgedicht des Atīśa (Dīpamkaraśrijñāna) in der tibetischen Überlieferung herausgegeben von Helmut Eimer ; im Anhang Wortlaut des Byaṅ chub lam gyi sgron ma'i ʾgrel pa gžuṅ don gsal ba'i ñi ma ; des Brag dkar sprul sku Blo bzaṅ dpal ldan bstan ʾdzin sñan grags. Harrassowitz, 1978
- Bd. 60. Mongolische Epen ; 8. Übersetzung von sechs ostmongolischen Epen nach den Aufzeichnungen von Lhisürün, Ganǰuurǰab, Orgil, Dorongya und Paǰai von Walther Heissig. O. Harrassowitz, 1979
- Bd. 61. Mongolische Märchentypen von László Lőrincz ; [Übersetzung aus dem Ungarischen, Judit Győri]. O. Harrassowitz, 1979
- Bd. 62. Tibetan books and newspapers : (Chinese collection) : with bibliographical notes. [1. Aufl.] by Josef Kolmas ; [Czechoslovak Academy of Sciences, Oriental Institute]. O. Harrassowitz, 1978
- Bd. 63. Ein uigurisches Totenbuch : Nāropas Lehre in uigurischer Übersetzung von vier tibetischen Traktaten nach der Sammelhandschrift aus Dunhuang, British Museum Or. 8212 (109) von Peter Zieme und György Kara. Otto Harrassowitz, 1979
- Bd. 65. Mongolische Epen ; 9. Übersetzung der Sammlung C.Ž. Žamcarano, Proizvedenija narodnoj slovesnosti mongol'skich plemen von Nikolaus Poppe. O. Harrassowitz, 1975
- Bd. 67. Rnam thar rgyas pa : Materialien zu einer Biographie des Atiśa (Dīpaṃkaraśrījñāna). Zusammengestellt von Helmut Eimer. O. Harrassowitz, 1979
- Bd. 68. Die mongolischen Epen : Bezüge, Sinndeutung und Überlieferung : (ein Symposium) herausgegeben von Walther Heissig. Harrassowitz, 1979
- Bd. 69. Buddhistische Uigurica aus der Yüan-Zeit von Şinasi Tekin. O. Harrassowitz, 1980
- Bd. 70. Geser Rëdzia-wu : Dominik Schröders nachgelassene Monguor (Tujen)-Version des Geser-Epos aus Amdo in Facsimilia und mit einer Einleitung herausgegeben von Walther Heissig. O. Harrassowitz, 1980
- Bd. 71. Heilen und Schenken : Festschrift für Günther Klinge zum 70. Geburtstag herausgegeben von Herbert Franke und Walther Heissig. O. Harrassowitz, 1980
- Bd. 72. Fragen der mongolischen Heldendichtung ; T. 1. Vorträge des 2. Epensymposiums des Sonderforschungsbereichs 12, Bonn 1979, herausgegeben von Walther Heissig. O. Harrassowitz, 1981
- Bd. 73. Fragen der mongolischen Heldendichtung ; T. 2. Vorträge des 3. Epensymposiums des Sonderforschungsbereichs 12, Bonn 1980, herausgegeben von Walther Heissig. O. Harrassowitz, 1982
- Bd. 74. The Diluv Khutagt : memoirs and autobiography of a Mongol Buddhist reincarnation in religion and revolution by Owen Lattimore and Fujiko Isono. O. Harrassowitz, 1982
- Bd. 75. Mongolische Epen ; 10. Eight North Mongolian epic poems, translated by Charles R. Bawden. O. Harrassowitz, 1982
- Bd. 76. Ulangom : ein skythenzeitliches Gräberfeld in der Mongolei. E.A. Novgorodova ... [et al.] ; mit einem Vorwort von Karl Jettmar. O. Harrassowitz, 1982
- Bd. 77. Ikonographie und Symbolik des tibetischen Buddhismus / herausgegeben von Klaus Sagaster ; T. A. Die Sādhanas der Sammlung Ba-ri Brgya-rtsa von Loden Sherap Dagyab. O. Harrassowitz, 1983
- Bd. 78. Ikonographie und Symbolik des tibetischen Buddhismus / herausgegeben von Klaus Sagaster ; B. Die Kultplastiken der Sammlung Werner Schulemann im Museum für Ostasiatische Kunst, Köln, von Ursula Toyka-Fuong. O. Harrassowitz, 1983
- Bd. 79. Chuvash studies, edited by András Róna-Tas. O. Harrassowitz, 1982
- Bd. 80. Florilegia Manjurica : in memoriam Walter Fuchs. herausgegeben von Michael Weiers und Giovanni Stary. Harrassowitz, 1982
- Bd. 81. Das Asaraгči neretü-yin teüke des Byamba erke daičing alias Šamba ǰasaг (eine mongolische Chronik des 17. Jahrhunderts) von Hans-Rainer Kämpfe. O. Harrassowitz, 1983
- Bd. 82. Rab tu 'byuṅ ba'i gži : die tibetische Übersetzung des Pravrajyāvastu im Vinaya der Mūlasarvāstivādins [im Sonderforschungsbereich 12 "Zentralasien" der Universität Bonn entstanden] ; nach Vorarbeiten von Frank-Richard Hamm ; und weiteren Materialien herausgegeben durch Helmut Eimer. O. Harrassowitz, 1983
- Bd. 83. Emu tanggû orin sakda-i gisun sarkiyan : Erzählungen der 120 Alten : Beiträge zur mandschurischen Kulturgeschichte [Sung-yün] ; eingeleitet, übersetzt und kommentiert von Giovanni Stary. O. Harrassowitz, 1983
- Bd. 84. Die buddhistische Briefliteratur Indiens : nach dem tibetischen Tanjur herausgegeben, übersetzt und erläutert von Siglinde Dietz. O. Harrassowitz, 1984
- Bd. 85. Der aus dem Lotos Entstandene : ein Beitrag zur Ikonographie und Ikonologie des Padmasambhava nach dem Rin chen gter mdzod, von Christa Klaus. O. Harrassowitz, 1982
- Bd. 86. Die unbearbeiteten Peking-Inschriften der Franke-Lauferschen Sammlung, Rainer von Franz. O. Harrassowitz, 1984
- Bd. 87. Tsakhar-Märchen : nach Aufzeichnungen aus dem Jahre 1938/39 beschrieben und eingeleitet von Walther Heissig. Harrassowitz, 1985
- Bd. 88. Der große Legendenkranz (Mahajjātakamālā) : eine mittelalterliche buddhistische Legendensammlung aus Nepal, nach Vorarbeiten von Gudrun Bühnemann und Michael Hahn ; herausgegeben und eingeleitet von Michael Hahn. O. Harrassowitz, 1985
- Bd. 89. Mongolische Epen ; 11. Übersetzung von neun Gesängen aus der Sammlung Žaŋh'r, II. bot' von Nikolaus Poppe. O. Harrassowitz, 1985
- Bd. 90. Das chinesische Tempelorakel, Werner Banck. O. Harrassowitz, 1985
- Bd. 91. Fragen der mongolischen Heldendichtung ; T. 3. Vorträge des 4. Epensymposiums des Sonderforschungsbereichs 12, Bonn 1983, hrsg. von Walther Heissig. O. Harrassowitz, 1985
- Bd. 92. Mongolische Erzählungen über Geser : neue Aufzeichnungen von S.Ju. Nekljudov und Z. Tömörceren ; [aus dem Russischen übersetzt von Jörg Bäcker]. Harrassowitz, 1985
- Bd. 93. Rawšan, ein usbekisches mündliches Epos, übersetzt von Karl Reichl. O. Harrassowitz, 1985
- Bd. 94. Die Eroberung der Burg von Sum-Pa : aus dem tibetischen Gesar-Epos, herausgegeben und übersetzt von Rudolf Kaschewsky und Pema Tsering. O. Harrassowitz, 1987
- Bd. 95. Rosary of white lotuses : being the clear account of how the precious teaching of Buddha appeared and spread in the great Hor country, Damchø Gyatsho Dharmatāla ; translated and annotated by Piotr Klafkowski ; supervised by Nyalo Trulku Jampa Kelzang Rinpoche. O. Harrassowitz, 1987
- Bd. 96. Ikonographie und Symbolik des tibetischen Buddhismus / herausgegeben von Klaus Sagaster ; C. Die Kultplastiken der Sammlung Ernst Senner, von Ursula Toyka-Fuong. O. Harrassowitz, 1987
- Bd. 97. Schutz vor den Naturgefahren : tibetische Ritualtexte aus dem Rin chen gter mdzod ediert, übersetzt und kommentiert von Christa Klaus. O. Harrassowitz, 1985
- Bd. 98. Milestones in Sino-Western literary confrontation (1898-1979) by Marián Gálik. Harrassowitz, 1986
- Bd. 99. Ikonographie und Symbolik des tibetischen Buddhismus / herausgegeben von Klaus Sagaster ; T. D. Die Sādhanas der Sammlung sNar-thaṅ brgya-rtsa von Loden Sherap Dagyab. O. Harrassowitz, 1986
- Bd. 100. Erzählstoffe rezenter mongolischer Heldendichtung. Walther Heissig. O. Harrassowitz, 1988
- Bd. 101. Fragen der mongolischen Heldendichtung ; T. 4. Vorträge des 5. Epensymposiums des Sonderforschungsbereichs 12, Bonn 1985, herausgegeben von Walther Heissig. O. Harrassowitz, 1987
- Bd. 102. Studien und Texte zur Kriegsgeschichte der südlichen Sungzeit. Herbert Franke. O. Harrassowitz, 1987
- Bd. 103. Das Zusammentreffen mit Maitreya : die ersten fünf Kapitel der Hami-Version der Maitrisimit in Zusammenarbeit mit Helmut Eimer und Jens Peter Laut ; herausgegeben, übersetzt und kommentiert von Geng Shimin und Hans-Joachim Klimkeit. O. Harrassowitz, 1988
- Bd. 104. Die Präexistenzen der lCaṅ skya Qutuqtus : Untersuchungen zur Konstruktion und historischen Entwicklung einer lamaistischen Existenzenlinie von Karl-Heinz Everding. O. Harrassowitz, 1988
- Bd. 105. Religious and lay symbolism in the Altaic world and other papers : proceedings of the 27th Meeting of the Permanent International Altaistic Conference, Walberberg, Federal Republic of Germany, June 12th to 17th, 1984 edited by Klaus Sagaster, in collaboration with Helmut Eimer. O. Harrassowitz, 1989
- Bd. 106. Epengesänge der Sibe-Mandschuren Giovanni Stary. O. Harrassowitz, 1988
- Bd. 107. Ars poetica Manjurica : Sieben sibe-mandschurische Lieder- und Gedichtsammlungen in Umschrift, herausgegeben und eingeleitet von Giovanni Stary. O. Harrassowitz, 1989
- Bd. 108. Gedanke und Wirkung : Festschrift zum 90. Geburtstag von Nikolaus Poppe, herausgegeben von Walther Heissig und Klaus Sagaster. O. Harrassowitz, 1989
- Bd. 109. Kesar-Versionen aus Ladakh, bearbeitet und herausgegeben von Silke Herrmann. O. Harrassowitz, 1991
- Bd. 110. The Manas of Wilhelm Radloff, re-edited, newly translated, and with a commentary by Arthur T. Hatto. O. Harrassowitz, 1990
- Bd. 111. Die vier Qane von Qalqa : ein Beitrag zur Kenntnis der politischen Bedeutung der nordmongolischen Aristokratie in den Regierungsperioden K'ang-hsibis Ch'ien-lung, 1661-1796, anhand des biographischen Handbuches Iledkel šastir aus dem Jahre 1795. Veronika Veit. O.Harrassowitz, 1990
- Bd. 113. Die Briefe des K'ang-Hsi-Kaisers aus den Jahren 1696-97 an den Kronprinzen Yin-Ch'eng aus mandschurischen Geheimdokumenten : ein Beitrag zum ersten Dsungarenkrieg der Ch'ing, 1690-1697. J̌aqa Čimeddorǰi. O. Harrassowitz, 1991
- Bd. 114. Ikonographie und Symbolik des tibetischen Buddhismus / herausgegeben von Klaus Sagaster ; T. E. Die Sādhanas der Sammlung sGrub-thabs 'Dod-'jo von Loden Sherap Dagyab. O. Harrassowitz, 1991
- Bd. 115. Ikonographie und Symbolik des tibetischen Buddhismus ; T. F. Die Sādhanas der Sammlung rGyud-sde kun-btus von Loden Sherap Dagyab. O. Harrassowitz, 1991
- Bd. 116. Political prophecies in Mongolia in the 17-20th centuries. Alice Sárközi. O. Harrassowitz, 1992
- Bd. 117. Beckoning fortune : a study of the Mongol dalalγa ritual. Krystyna Chabros. O. Harrassowitz, 1992
- Bd. 118. Mongolische Epen ; 12. J̌ula aldar qaγan und Uyan mönggün qadaγasun, Aufnahme von Pürėvijn Chorloo ; übersetzt und bearbeitet von Klaus Koppe. Harrassowitz, 1992
- Bd. 120. Fragen der mongolischen Heldendichtung ; T. 5. Vorträge des 6. Epensymposiums des Sonderforschungsbereichs 12, Bonn 1988, herausgegeben von Walther Heissig. Harrassowitz, 1992
- Bd. 121. In the service of the Khan : eminent personalities of the Early Mongol-Yüan period (1200-1300), edited by Igor de Rachewiltz ... [et al.] ; with the assistance of May Wang. Harrassowitz, 1993
- Bd. 122. Ursprung und Ausprägung des abendländischen Mongolenbildes im 13. Jahrhundert : ein Versuch zur Ideengeschichte des Mittelalters, Axel Klopprogge. Harrassowitz, 1993
- Bd. 126. Altaica Berolinensia : the concept of sovereignty in the Altaic world : Permanent International Altaistic Conference, 34th meeting, Berlin 21-26 July, 1991, edited by Barbara Kellner-Heinkele. Harrassowitz, 1993
- Bd. 127. Mongolische Epen ; 13. "Oiratische Epen" : 5 Epen aus Sinkiang, übersetzt und kommentiert von Klaus Koppe. Harrassowitz, 1993
- Bd. 128. The mirror illuminating the royal genealogies : Tibetan Buddhist historiography : an annotated translation of the XIVth century Tibetan chronicle, rGyal-rabs gsal-baʾi me-long. Per K. Sørensen. Harrassowitz, 1994
- Bd. 129. The Mongolian Tanǰur version of the Bodhicaryāvatāra : edited and transcribed, with a word-index and a photo-reproduction of the original text (1748). Igor de Rachewiltz. 1996
- Bd. 131. "Si Liyang" : Varianten und Motiv-Transformationen eines mongolischen Spielmannsliedes. Walther Heissig ; mit mongolischen Text-Transkripten von J. Rinčindorǰi. 1996
- Bd. 132. Erdeni-yin Tobči : a manuscript from Kentei Ayimaγ. Saγang Secěn ; edited and commented on by Elisabetta Chiodo ; with a study of the Tibetan glosses by Klaus Sagaster. 1996
- Bd. 133. Libi Kisar : ein Volksepos im Burushaski von Nager, bearbeitet und herausgegeben von Hugh van Skyhawk ; mit Beiträgen und Ergänzungen von Hermann Berger und Karl Jettmar. 1996
- Bd. 134. Die Gesetzgebung der Qing für die Mongolen im 17. Jahrhundert : anhand des Mongolischen Gesetzbuches aus der Kangxi-Zeit (1662-1722). Dorothea Heuschert. 1998
- Bd. 135. Mongolische "Heftgeschichten" und chinesische Ritterromane : eine Untersuchung ūber die chinesischen Einflūsse auf die mongolische Literatur. Nasanurtin Hasbatar. 1999
- Bd. 136. Individuelles und traditionelles Erzählen : der mongolische Erzähler Čoγrub (Čoyirub) aus Ordus (1912-1989). Walther Heissig. 2000
- Bd. 137. The Mongolian manuscripts on birch bark from Xarbuxyn Balgas in the collection of the Mongolian Academy of Sciences. Elisabetta Chiodo. 2000
- Bd. 140. King Arthasiddhi : a Mongolian translation of "The younger brother Don Yod" : introduction, translation with notes and facsimile of the Copenhagen manuscript Mong. 101. Marta Kiripolská. Harrassowitz, 2001
- Bd. 141. Der Fuchs in Kultur, Religion und Folklore Zentral- und Ostasiens, herausgegeben von Hartmut Walravens. 2001
- Bd. 142. Erdeni tunumul neretü sudur : die Biographie des Altan qaγn der Tümed-Mongolen : ein Beitrag zur Geschichte der religionspolitischen Beziehungen zwischen der Mongoler und Tibet im ausgehenden 16. Jahrhundert [herausgegeben von] Karénina Kollmar-Paulenz. Harrassowitz, 2001
- Bd. 143. Kalmyk old-script documents of Isaac Jacob Schmidt 1800-1810 : Todo Biciq Texts, transcription, translation from the Moravian Archives at Herrnhut, edited by John R. Krueger and Robert G. Service. Harrassowitz, 2002
- Bd. 144 Kieser, Annette: Landadel – Emigranten – Emporkömmlinge: Familienfriedhöfe des 3.-6. Jahrhunderts n. Chr. in Südchina
- Bd. 145 Kollmar-Paulenz, K / Peter, C (Hg.): Tractata Tibetica et Mongolica. Festschrift für Klaus Sagaster zum 65. Geburtstag
- Bd. 146 Heissig, Walther: Motive und Analysen mongolischer Märchen
- Bd. 147 Linnenborn, Hiltrud: Die frühen Könige von Tibet und ihre Konstruktion in den religiösen Überlieferungen
- Bd. 148 Mehra, Parshotam: From Conflict to Conciliation: Tibetan Policy Revisited. A Brief Historical Conspectus of the Dalai Lama-Panchen Lama Standoff, ca. 1904-1989
- Bd. 149 Boikova, Elena V / Stary, Giovanni (Hg.): Florilegia Altaistica. Studies in Honour of Denis Sinor. On the Occasion of His 90th Birthday
- Bd. 150 Boikova, Elena V / Rybakov, Rostislav B (Hg.): Kinship in the Altaic World. Proceedings of the 48th Permanent International Altaistic Conference, Moscow 10-15 July, 2005
- Bd. 151 Hamar, Imre (Hg.): Reflecting Mirrors: Perspectives on Huayan Buddhism
- Bd. 152 Veit, Veronika (Hg.): The Role of Women in the Altaic World. Permanent International Altaistic Conference, 44th Meeting. Walberberg 26-31 August, 2001
- Bd. 153 Wang-Riese, Xiaobing / Thomas O. Höllmann (Hg.): Time and Ritual in Early China. 2010
- Bd. 154 Selbitschka, Armin: Prestigegüter entlang der Seidenstraße? Archäologische und historische Untersuchungen zu Chinas Beziehungen zu Kulturen des Tarimbeckens vom zweiten bis frühen fünften Jahrhundert nach Christus
- Bd. 155 Gimello, Roberto / Girard, Frédéric / Hamar, Imre (Hg.): Avatamsaka Buddhism in East Asia. Huayan, Kegon, Flower Ornament Buddhism. Origins and Adaptation of a Visual Culture
- Bd. 156 Ildiko, Beller-Hann / Zsombor, Rajkai (Hg.): Frontiers and Boundaries: Encounters on China’s Margins
- Bd. 157 Fiaschetti, Francesca / Schneider, Julia (Hg.): Political Strategies of Identity Building in Non-Han Empires in China
- Bd. 158 Yampolskaya, Natalia: Jadamba. Eight Mongolian Translations of the Aṣṭasāhasrikā Prajñāpāramitā sūtra
- Bd. 159 Müller, Shing / Höllmann, Thomas O. / Filip, Sonja (Hg.): Early Medieval North China: Archaeological and Textual Evidence
- Bd. 160 Huber, Moritz: Lives of Sogdians in Medieval China
- Bd. 161 Landa, Ishayahu: Marriage and Power in Mongol Eurasia: A History of the Chinggisid Sons-in-law